# Dermatite flagelada
A dermatite flagelada, também conhecida como pigmentação flagelada por bleomicina, é uma condição da pele caracterizada por estrias lineares hiperpigmentadas no tórax e nas costas.